# 意見十二箇条
意見封事十二箇条（いけんふうじじゅうにかじょう）とは平安時代中期の学者三善清行が、延喜14年（914年）醍醐天皇に提出した政治意見書である。三善清行意見封事十二箇条（みよしきよゆきいけんふうじじゅうにかじょう）、あるいは単に意見十二箇条とも呼ばれる。三善清行が備中国の国司としての経験に基づいて国家財政窮乏の原因などをあげ、その対策を述べたもので、破綻しつつある律令体制の様相をうかがい知ることのできる重要な史料（文献資料）である。

## 提出までの経緯

### 当時の土地状況
三善清行がこの意見書を提出した10世紀前半、日本の土地状況は悲惨なものであった。偽籍が横行したため、女性と偽った口分田所有者が増え租の収入は減少していた。さらに浮浪・逃亡により持ち主不在になった土地は寺社や有力貴族の荘園と化し、中央財源の減少に拍車をかけていた。そのため、班田収授は延喜2年（902年）を最後にして行なわれなくなり、醍醐天皇は同年、日本史上初となる荘園整理令を発したものの、たいした成果は上げられなかった。

### 意見十二箇条の提出
そこで三善清行は、醍醐天皇に自身の意見書を提出する。「意見封事」とは、官人が天皇の詔に応じ、密封のうえ自らの見解を提出する古代における政治意見書である。
その中で彼は上記のような土地問題を、さらにはそれらが地方政治を乱していると忌憚なく指摘している。そして、対策として諸国の人口状況をもう一度調査して、正確に口分田を与え、余った土地は国司から取り上げて政府の土地とし、その土地を賃租し、地子（賃租の利益）を今まで持ち主不在であった土地の租税分に充てることで、中央財源の不足を補うというものであった。
内容が充実しており、文章叙述も見事である。